# 2. Deutsche Volleyball-Bundesliga 1983/84 (Männer)
Die Saison 1983/84 der 2. Volleyball-Bundesliga der Männer war die zehnte Ausgabe dieses Wettbewerbs.

## 2. Bundesliga Nord
Meister und Aufsteiger in die 1. Bundesliga wurde der VdS Berlin. Absteigen mussten die Reinickendorfer Füchse und Humann Essen. Der Godesberger TV zog sich zurück.

### Mannschaften
In dieser Saison spielten folgende zehn Mannschaften in der 2. Bundesliga Nord der Männer:
- Post SV Berlin
- Reinickendorfer Füchse Berlin
- VdS Berlin
- MTV Celle
- Dürener TV
- VV Humann Essen
- Godesberger TV
- USC Münster
- GSV Osnabrück
- TVK Wattenscheid

Absteiger aus der 1. Bundesliga war der MTV Celle. Aus der Regionalliga stiegen die Reinickendorfer Füchse (Nord) und der Godesberger TV (West) auf.

### Tabelle
|                         | Verein            | Spiele | Punkte | Sätze |
| ----------------------- | ----------------- | ------ | ------ | ----- |
| 1.                      | VdS Berlin        | 18     | 34:2   | 53:13 |
| 2.                      | Münster           | 18     | 22:14  | 40:32 |
| 3.                      | Celle (A)         | 18     | 22:14  | 39:33 |
| 4.                      | Post Berlin       | 18     | 20:16  | 39:36 |
| 5.                      | Osnabrück         | 18     | 18:18  | 43:36 |
| 6.                      | Wattenscheid      | 18     | 16:20  | 35:39 |
| 7.                      | Godesberg (N)     | 18     | 14:22  | 29:41 |
| 8.                      | Düren             | 18     | 14:22  | 27:42 |
| 9.                      | Füchse Berlin (N) | 18     | 12:24  | 32:42 |
| 10.                     | Essen             | 18     | 8:28   | 24:47 |
| Stand: Abschlusstabelle |                   |        |        |       |

|     | Aufsteiger in die Bundesliga               |
|     | Absteiger in die Regionalliga bzw. Rückzug |
| (A) | Absteiger aus der 1. Bundesliga            |
| (N) | Aufsteiger aus der Regionalliga            |

## 2. Bundesliga Süd
Meister und Aufsteiger in die 1. Bundesliga wurde VSG Bodensee. Absteiger in die Regionalliga waren der TV Hülzweiler und der USC Freiburg. Die TG Rüsselsheim zog sich zurück.

### Mannschaften
In dieser Saison spielten folgende zehn Mannschaften in der 2. Bundesliga Süd der Männer:
- VSG Bodensee
- ASV Dachau
- Orplid Darmstadt
- SSG Etzbach
- USC Freiburg
- TV Hülzweiler
- ESV Mannheim
- SG Rodheim
- TG 1862 Rüsselsheim
- VfL Sindelfingen

Absteiger aus der 1. Bundesliga war der VfL Sindelfingen. Aus der Regionalliga stiegen die SG Rodheim (Südwest) und der USC Freiburg (Süd) auf.

### Tabelle
|                         | Verein           | Spiele | Punkte | Sätze |
| ----------------------- | ---------------- | ------ | ------ | ----- |
| 1.                      | Bodensee         | 18     | 32:4   | 51:11 |
| 2.                      | Sindelfingen (A) | 18     | 32:4   | 52:17 |
| 3.                      | Darmstadt        | 18     | 22:14  | 37:31 |
| 4.                      | Etzbach          | 18     | 20:16  | 39:32 |
| 5.                      | Dachau           | 18     | 18:18  | 36:30 |
| 6.                      | Rodheim (N)      | 18     | 16:20  | 30:36 |
| 7.                      | Rüsselsheim      | 18     | 14:22  | 29:38 |
| 8.                      | Mannheim         | 18     | 10:26  | 27:47 |
| 9.                      | Hülzweiler       | 18     | 10:26  | 21:46 |
| 10.                     | Freiburg (N)     | 18     | 6:30   | 15:49 |
| Stand: Abschlusstabelle |                  |        |        |       |

|     | Aufsteiger in die Bundesliga               |
|     | Absteiger in die Regionalliga bzw. Rückzug |
| (A) | Absteiger aus der 1. Bundesliga            |
| (N) | Aufsteiger aus der Regionalliga            |